# Luis María Rongo
Luis María Agustín Rongo (San Isidro, 18 de março de 1915 - 1981) foi um futebolista argentino que atuava como atacante.

## Estilo de jogo

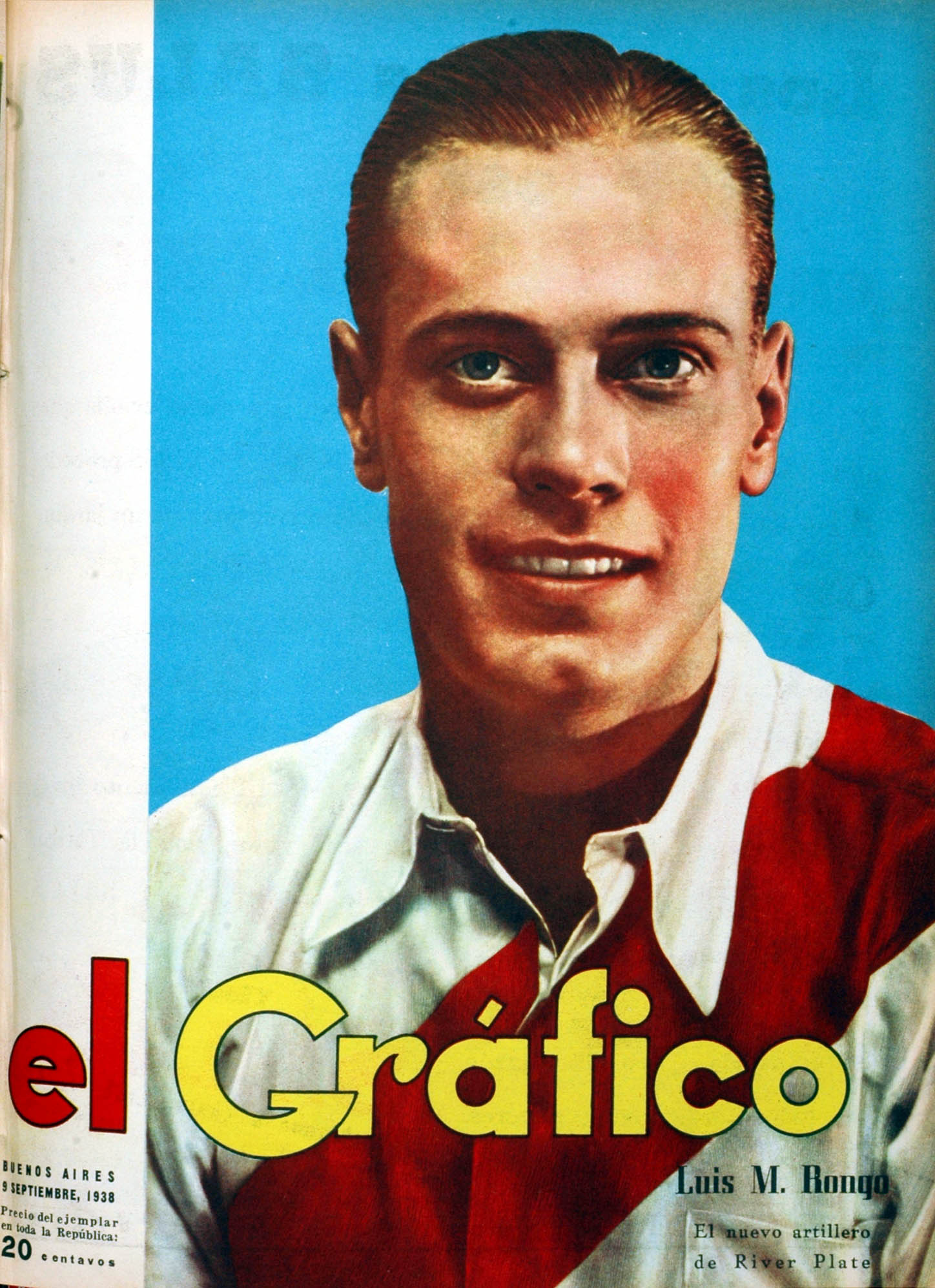
Rongo em 1938.

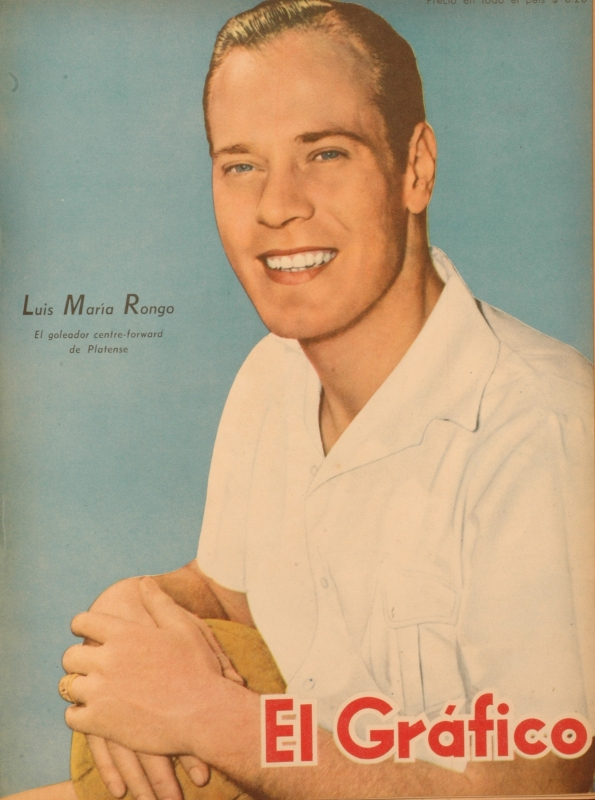
Rongo em 1942.

Rongo jogou como centroavante de área. Era considerado semelhante, em características físicas e estilo de jogo, a Bernabé Ferreyra: Rongo, como Ferreyra, era robusto, rápido e hábil na finalização de ações, graças também ao seu oportunismo. Equipado com um chute muito poderoso, ele rasgou a rede duas vezes.

## Carreira
Rongo começou sua carreira nas categorias de base do River Plate em Buenos Aires, sendo incluído na primeira equipe na temporada de 1935. No campeonato foi treinado pelo húngaro Imre Hirschl, mas no papel de ponta-de-lança o titular foi Bernabé Ferreyra. Ele ganhou dois títulos consecutivos no período de dois anos 1936-1937; em meados da temporada de 1937 foi emprestado ao Argentinos Juniors, e experimentou a condição inusitada de ser simultaneamente campeão da Argentina e rebaixado para a segunda divisão. 
De volta ao River, se destacou em número de gols durante a temporada de 1938 , quando marcou 33 gols em 20 jogos. Após sua passagem pelo River, ele contou 56 gols em 48 jogos (com 6 gols no Superclássico), e passou para o Peñarol de Montevidéu, no Uruguai; em 1940 foi vendido para o Fluminense, do Rio de Janeiro. 
Com a camisa tricolor, conquistou duas vezes o campeonato estadual, e novamente manteve a média de mais de 1 gols: em 25 partidas marcou 36 gols. Os 25 gols no Campeonato Carioca de 1941 o tornaram o artilheiro do Tricolor na competição na qual o Fluminense conquistou o seu quinto título carioca em seis anos marcando 106 gols nessa edição, recorde carioca.
Nesse mesmo Campeonato Carioca de 1941 marcou seis gols em 20 de julho na vitória de 9 a 0 sobre o São Cristóvão, recorde de gols de jogador do Fluminense em uma partida até os dias atuais, compartilhado com outros dois jogadores, Albert Victor Buchan (1909) e Henry Welfare (1917). Pelo Fluminense contra o São Cristóvão ele marcou onze gols em apenas três jogos.
Em 1942 voltou à sua terra natal, filiando-se ao Platense. Após três temporadas, ele se transferiu para o Temperley, onde marcou 9 gols em outros jogos. Em 1947 jogou pelo Excursionistas e pelo San Telmo (6 gols em 6 jogos). Rongo marcou pelo menos 111 gols em competições oficiais na Argentina.

## Títulos
- Campeonato Argentino

River Plate: 1936, 1937
- Campeonato Carioca

Fluminense: 1940, 1941
- Torneio Extra

Fluminense: 1941